# Mombaroccio

Vista sul borgo di Mombaroccio dalle colline circostanti

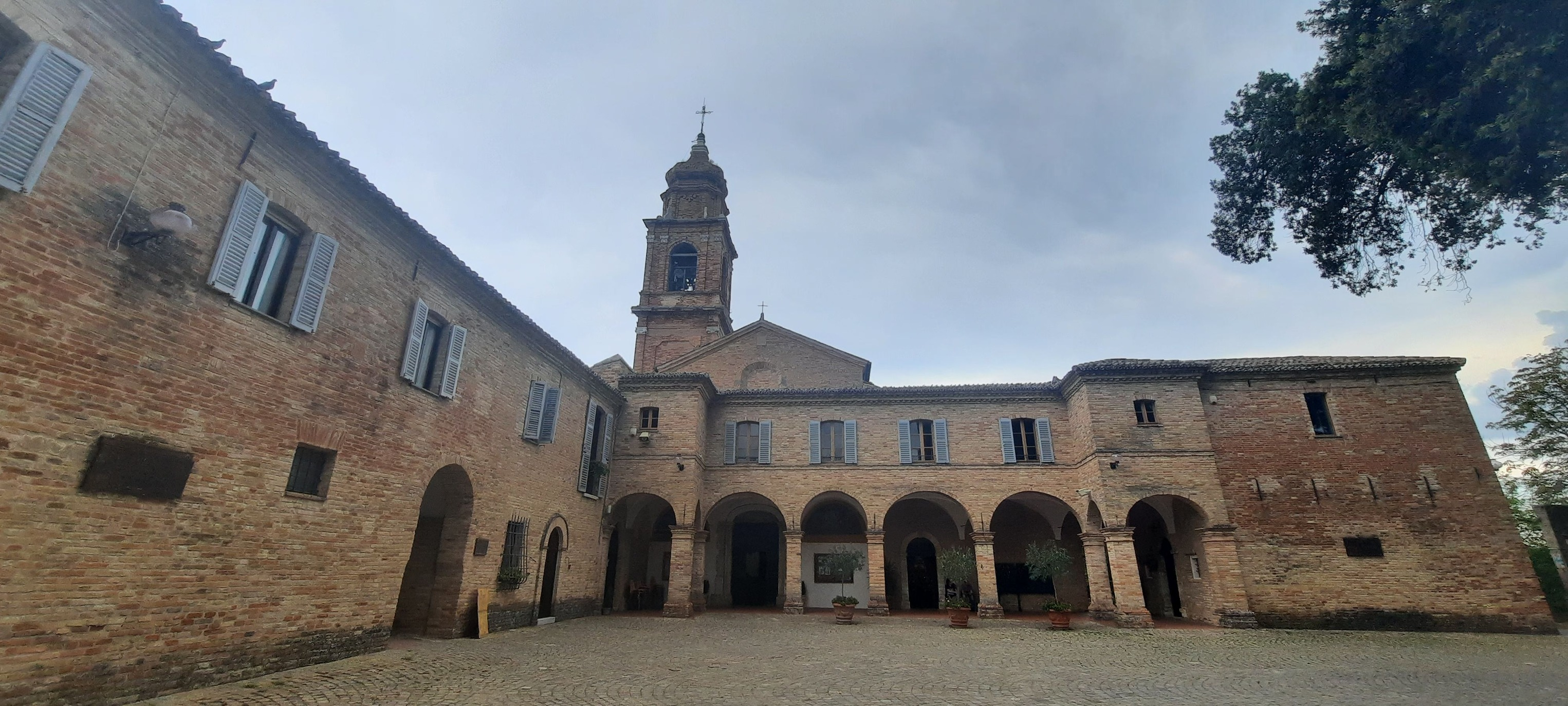
Convento del Beato Sante

Mombaroccio (Mombarocc in dialetto gallo-piceno) è un comune italiano di 2 123 abitanti della provincia di Pesaro e Urbino nelle Marche.

## Storia
Dominio della Chiesa, fu dato in feudo ai marchesi d'Este, passò a Rimini e fu sotto le signorie dei Malatesta, degli Sforza e dei Della Rovere. Nel 1543 castello e territorio divennero feudo dei Del Monte. Infine il cardinale Gabrielli lo incluse nella legazione di Pesaro e Urbino.

### Simboli
L'attuale stemma è stato concesso, assieme al gonfalone, l'8 settembre 2000 con decreto del presidente della Repubblica su richiesta del consiglio comunale nella seduta del 10 giugno 2000. Il decreto presidenziale dice testualmente:
I simboli:
- Sei colli stilizzati: 5 colli rappresentano i castelli dalla cui confluenza è nato Mombaroccio: Monte il Ferro, Monte Calvo, Monte san Giovanni, Monte Arrigo e Mombaroccio stesso. Non si hanno notizie del sesto colle, potrebbe essere il Monte Marino, anche se qui non vi era un castello.
- Biroccio: tipico carro agricolo marchigiano (tradizione contadina del territorio). Mombaroccio, infatti, era luogo di scambi posto al confine tra la valli del Foglia e del Metauro. Vi erano probabilmente presenti botteghe per riparare i birocci che transitavano.
- Gigli: i gigli, la banda rossa trasversale e il colore blu dello sfondo sono simboli e colori araldici della famiglia Del Monte, marchesi vissuti a Mombaroccio tra il 1500 e il 1600.
- Le tre stelle richiamano nel numero i tre gigli dello stemma Del Monte. Ipotesi: stelle simbolo di protezione.
- La corona turrita con il ramo di quercia e ghiande (simbolo di forza, robustezza e solidità) e il ramo di alloro (simbolo di gloria, sapienza e saggezza) legati dal fiocco tricolore fanno parte degli ornamenti esteriori previsti per un comune

Il gonfalone è un drappo di rosso.

## Monumenti e luoghi d'interesse
- Mura quattrocentesche con camminamento e torri;
- Porta Maggiore, collegata a palazzo Del Monte;
- Chiesa di San Marco: sul portale un leone marciano del sec. XV;
- Chiesa dei Santi Vito e Modesto, con una tela di scuola baroccesca;
- Convento del Beato Sante
- Museo della civiltà contadina[9], con oggetti appartenenti al periodo che va dal XVIII secolo agli anni 70 del XX secolo
- Municipio, all'interno vi si conserva la prima opera del pittore forsempronese Giovan Francesco Guerrieri, una tela raffigurante una Madonna con Bambino[10].

## Società

### Evoluzione demografica
Abitanti censiti

### Etnie e minoranze straniere
Secondo i dati ISTAT al 1º gennaio 2021 la popolazione straniera residente era di 160 persone e rappresentava il 7,8% della popolazione residente. Invece le comunità straniere più numerose (con percentuale sul totale della popolazione straniera) erano:
1. Marocco, 29 (18,13%)
2. Romania, 26 (16,25%)
3. Moldavia, 22 (13,75%)
4. Albania, 21 (13,13%)
5. Ucraina, 12 (7,50%)

## Economia

### Artigianato
Tra le attività economiche più tradizionali e diffuse vi sono quelle artigianali, come la rinomata arte del ricamo e della tessitura finalizzata alla realizzazione di tappeti e di coperte di lana, con temi e motivi richiamanti il mondo pastorale.

## Amministrazione

Il gonfalone comunale

| Periodo          | Periodo          | Primo cittadino        | Partito                         | Carica                    | Note   |
| ---------------- | ---------------- | ---------------------- | ------------------------------- | ------------------------- | ------ |
| 3 luglio 1985    | 5 luglio 1990    | Giancarlo Caporicci    | Lista civica                    | Sindaco                   | [ 15 ] |
| 5 luglio 1990    | 17 dicembre 1991 | Simone Bonci           | Democrazia Cristiana            | Sindaco                   | [ 15 ] |
| 17 dicembre 1991 | 24 aprile 1995   | Bruno Di Carlo         | Democrazia Cristiana            | Sindaco                   | [ 15 ] |
| 24 aprile 1995   | 14 giugno 1999   | Bruno Di Carlo         | Centro-sinistra                 | Sindaco                   | [ 15 ] |
| 14 giugno 1999   | 13 giugno 2004   | Bruno Di Carlo         | Centro-sinistra                 | Sindaco                   | [ 15 ] |
| 13 giugno 2004   | 8 aprile 2009    | Maria Teresa Uguccioni | Lista civica (Centro-sinistra)  | Sindaca                   | [ 15 ] |
| 8 aprile 2009    | 8 giugno 2009    | Donatella Corvatta     |                                 | Commissaria straordinaria | [ 15 ] |
| 8 giugno 2009    | 26 maggio 2014   | Massimo Muratori       | Per un Comune Amico             | Sindaco                   | [ 15 ] |
| 26 maggio 2014   | 27 maggio 2019   | Angelo Vichi           | Salviamo Mombaroccio            | Sindaco                   | [ 15 ] |
| 27 maggio 2019   | 10 giugno 2024   | Emanuele Petrucci      | Per la rinascita di Mombaroccio | Sindaco                   | [ 15 ] |
| 10 giugno 2024   | in carica        | Emanuele Petrucci      | Ancora più avanti               | Sindaco                   | [ 15 ] |

## Sport

### Calcio
Il Real Mombaroccio, la squadra locale, disputa la terza categoria marchigiana.
La società ha anche un settore giovanile, partendo dai più piccoli "I primi calci", fino agli "Esordienti".
Il paese è uno degli storici esponenti della Palla Tamburello con una propria società locale. Disputa i campionati federali italiani FIPT anche a livello giovanile.